# Hideki Nishimura
Hideki Nishimura (japanisch 西村 英樹 Nishimura Hideki; * 15. April 1983 in der Präfektur Osaka) ist ein ehemaliger japanischer Fußballspieler.

## Karriere
Nishimura erlernte das Fußballspielen in der Jugendmannschaft von Gamba Osaka. Seinen ersten Vertrag unterschrieb er 2002 bei den Sanfrecce Hiroshima. Der Verein spielte in der höchsten Liga des Landes, der J1 League. Im September 200 wurde er an den Drittligisten SC Tottori (heute: Gainare Tottori) ausgeliehen. 2003 kehrte er zum Zweitligisten Sanfrecce Hiroshima zurück. 2003 wurde er mit dem Verein Vizemeister der J2 League und stieg in die J1 League auf. Für den Verein absolvierte er vier Ligaspiele. 2005 wechselte er zum Drittligisten SC Tottori. Danach spielte er bei den Banditonce Kakogawa und Volador Matsue. Ende 2009 beendete er seine Karriere als Fußballspieler.